# Optisch glas (optica)

Het Abbediagram biedt een overzicht van breinksindex en getal van Abbe voor verschillende soorten optisch glas

Onder optisch glas worden in de optica glassoorten verstaan die bedoeld zijn als materiaal voor het vervaardigen van optische componenten, zoals lenzen, prisma’s, spiegels en dergelijke, voor gebruik in optische instrumenten zoals objectieven, microscopen en dergelijke.
Optisch glas verschilt niet wezenlijk van gewoon glas, zoals vensterglas. De bijzondere eigenschappen van optisch glas zijn:
- Zijn optische eigenschappen, vooral de brekingsindex en diens afhankelijkheid van de golflengte van het licht (dispersie), zijn voor iedere glassoort door de fabrikant nauwkeurig gespecificeerd en worden bij de fabricage binnen nauwe toleranties gehouden.
- Ook andere eigenschappen die voor het gebruik in optische onderdelen van belang zijn, worden bij de productie veel nauwkeuriger beheerst dan die van vensterglas. Dit betreft bijvoorbeeld inhomogeniteiten zoals schlieren (veranderingen van de brekingsindex binnen het glas) of het gehalte aan luchtbellen en andere insluitsels.
- Eigenschappen die voor het vervaardigen van optische onderdelen en hun gedrag in de gebruikspraktijk van belang zijn, worden door de fabrikant gedocumenteerd. Voorbeelden hiervan zijn de slijpbaarheid, de thermische uitzettingscoëfficiënt, de temperatuurafhankelijkheid van de brekingsindex, gevoeligheid voor chemische invloeden (vlekvorming, zuurgevoeligheid).
- Fabrikanten bieden een breed assortiment aan van glassoorten met verschillende brekingsindices en dispersie-eigenschappen. Hoe groter het aantal glassoorten waaruit een constructeur kan kiezen om ze in optische systemen te combineren, des te beter kunnen de afbeeldingsfouten worden gecorrigeerd. Sommige van deze glassoorten werden ontwikkeld met het oog op een ongewoon dispersiegedrag, om de constructeurs meer mogelijkheden te bieden. Dit betreft vooral glassoorten met een hoge brekingsindex en tegelijk een hoog getal van Abbe en dus een lage dispersie, maar ook glassoorten met een bijzonder dispersiegedrag, om het secundaire spectrum te kunnen corrigeren (zie apochromaat).
- Voor grote spiegeltelescopen worden glassoorten gebruikt met een extreem lage uitzettingscoëfficiënt, zoals Zerodur van Schott AG en ULE (Ultra-Low Expansion) van Corning Inc..